# Мінасе Удзіко
Міна́се У́дзіко (яп. 水無瀬氏子, みなせうじこ; ? — ?) — дружина Імператора Ґо-Мідзуноо. Наложниця. Донька Мінасе Удзінарі.

## Біографія
Рік народження невідомий. 
8 серпня 1635 року поступила на службу в Імператорський палац. 
Була наложницею Імператора Ґо-Мідзуно. Мала титул фрейліни соті та фрейліни сьобей.
Дата смерті і місце поховання невідомі.

## Родина
| Батько:     | Мінасе Удзінарі       | (1536—1612) |  | Тимчасовий середній радник.         |
| Мати:       | невідомо              | (?—?)       |  | .                                   |
| Чоловік     | Імператор Ґо-Мідзуноо | (1559—1680) |  | 108-й Імператор Японії.             |
| 1-й син:    | Сьодзьо               | (1637—1678) |  | 22-й настоятель монастиря Ніннадзі. |
| 1-а донька: | Нії                   | (1635—1637) |  | померла в дитинстві.                |